# Aéroport international Piloto Civil Norberto Fernández
L'aéroport international Piloto Civil Norberto Fernández (code IATA : RGL • code OACI : SAWG), situé à Rio Gallegos, dans la Province de Santa Cruz en Argentine, est un aéroport international.

## Situation
| \| 100 km1:20 642 000 \| Bahía Blanca San Carlos de Bariloche Buenos Aires · J.-Newbery Buenos Aires · Ezeiza Buenos Aires · El Palomar Catamarca Comodoro Rivadavia Córdoba Corrientes El Calafate Esquel Formosa Gobernador Gregores San Salvador de Jujuy La Rioja Malargüe Mar del Plata Mendoza Neuquén Paraná Perito Moreno Puerto · Iguazú Puerto Madryn Reconquista Resistencia Río Cuarto Río Gallegos Río Grande Rosario Salta San Juan San Luis San Martín de los Andes San Rafael Santa Fe de la Vera Cruz Santa Rosa Santiago del Estero Sunchales Tandil Termas de Río Hondo Trelew Tucumán Ushuaia Viedma |
| 100 km1:20 642 000 |

## Statistiques
Pour des raisons techniques, il est temporairement impossible d'afficher le graphique qui aurait dû être présenté ici.

Voir la requête brute et les sources sur Wikidata.

## Compagnies et destinations
| Compagnies            | Destinations                                                           |
| --------------------- | ---------------------------------------------------------------------- |
| Aerolíneas Argentinas | Buenos Aires-J. Newbery, Comodoro Rivadavia, Trelew-Almirante Zar (es) |
| LADE                  | Comodoro Rivadavia, El Calafate, Rio Grande, Ushuaïa                   |
| LATAM Chile           | Punta Arenas, Mount Pleasant                                           |

Édité le 07/04/2018  Actualisé le 14/12/2023